# Beaufort-en-Santerre
Pour les articles homonymes, voir Beaufort et Santerre (homonymie).
Beaufort-en-Santerre est une commune française située dans le département de la Somme en région Hauts-de-France.
Beaufort-en-Santerre existe depuis au moins l'époque romaine car on y a retrouvé la trace d'une villa romaine.
Traversée par la route du camp du Drap d'Or, la commune en était un point de passage de Paris à Corbie. Sa riche histoire, eu égard à la taille de la commune, a fait de Beaufort-en-Santerre un des lieux remarquables du Santerre.

## Géographie

### Localisation
|            | Caix et Vrély        |            |
| Le Quesnel | Beaufort-en-Santerre | Warvillers |
|            | Folies               |            |

### Géomorphologie
Le sol et le sous-sol du territoire communal sont de formation tertiaire. Un couche argileuse de lœss (limon des plateaux) de 50 cm environ recouvre une couche de pierre calcaire et de silex.
À Beaufort-en-Santerre, l'épaisseur de ce limon, dit limon des plateaux, est en moyenne de 10 m, reposant sur 10 m de sables, de marnes, de calcaires ou d'argiles.

### Relief et paysage
L'altitude de Beaufort-en-Santerre est de 96 m, au lieu-dit le Moulin de Beaufort. Beaufort-en-Santerre apparaît au loin comme un village isolé, entouré d'une forêt, au milieu du plateau du Santerre, légèrement incliné du sud vers le nord sur une déclinaison de 14 m entre le point le plus haut et le point le plus bas. Le relief uni de la commune est parcouru par deux vallons peu profonds, l'un vers Le Quesnel, l'autre vers la vallée de Caix.

### Hydrographie
La commune est située dans le bassin Artois-Picardie. Elle n'est drainée par aucun cours d'eau.
Les nappes souterraines sont situées à 25 m en dessous du niveau du sol. Il existe deux bassins de rétention des eaux de pluie, creusés après l'inondation des 7 et 8 juin 2001, et la mare située Grande rue. Beaufort-en-Santerre est située sur le plateau du Santerre entre val de Somme au nord et val d'Oise au sud.

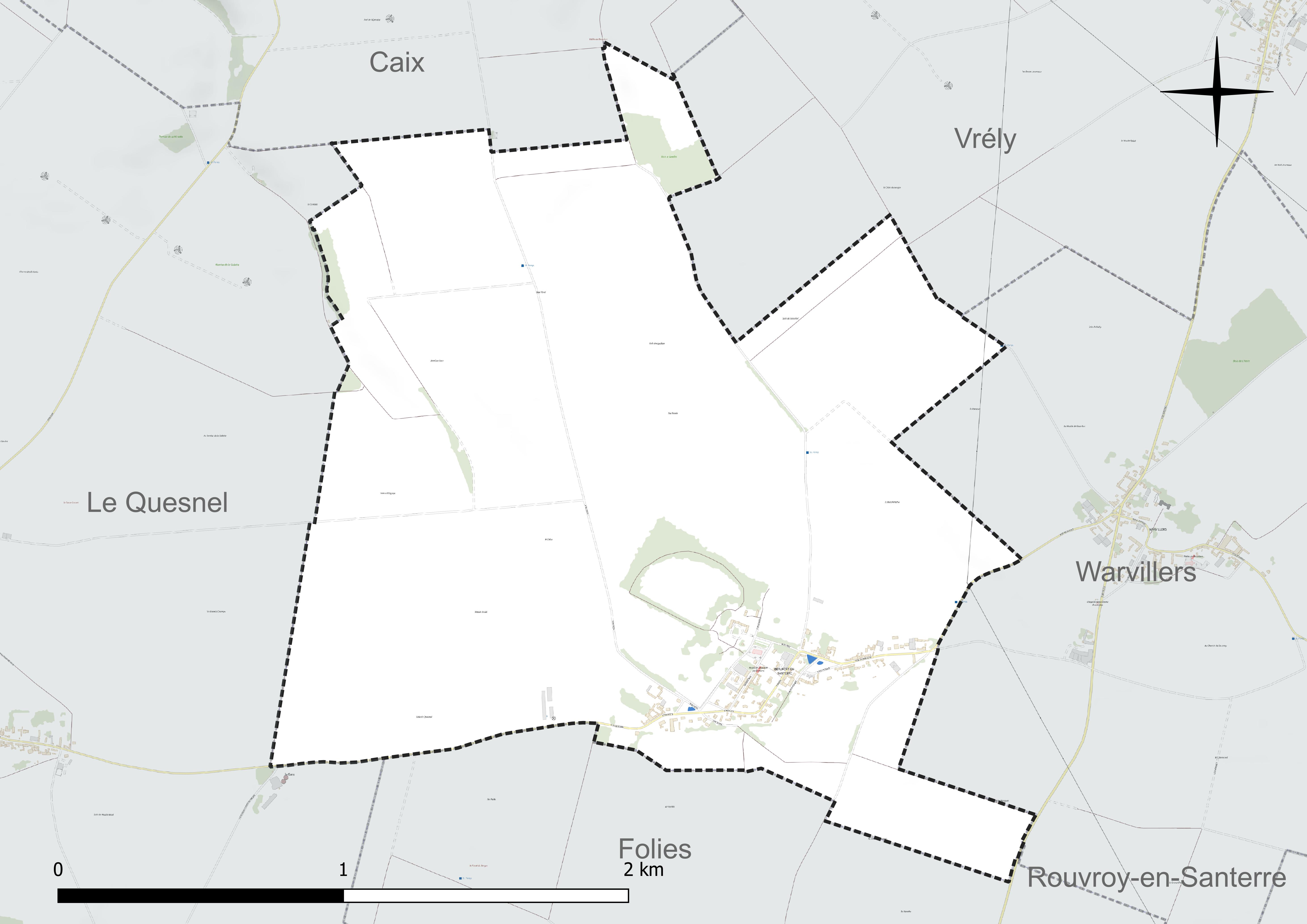
Réseau hydrographique de Beaufort-en-Santerre.

### Climat
Pour des articles plus généraux, voir Climat des Hauts-de-France et Climat de la Somme.
En 2010, le climat de la commune est de type climat océanique dégradé des plaines du Centre et du Nord, selon une étude du CNRS s'appuyant sur une série de données couvrant la période 1971-2000. En 2020, Météo-France publie une typologie des climats de la France métropolitaine dans laquelle la commune est exposée à un climat océanique et est dans la région climatique Nord-est du bassin Parisien, caractérisée par un ensoleillement médiocre, une pluviométrie moyenne régulièrement répartie au cours de l'année et un hiver froid (3 °C).
Pour la période 1971-2000, la température annuelle moyenne est de 10,3 °C, avec une amplitude thermique annuelle de 14,4 °C. Le cumul annuel moyen de précipitations est de 707 mm, avec 11,5 jours de précipitations en janvier et 8,7 jours en juillet. Pour la période 1991-2020, la température moyenne annuelle observée sur la station météorologique la plus proche, située sur la commune de Rouvroy-en-Santerre à 3 km à vol d'oiseau, est de 10,8 °C et le cumul annuel moyen de précipitations est de 635,8 mm,. Pour l'avenir, les paramètres climatiques de la commune estimés pour 2050 selon différents scénarios d'émission de gaz à effet de serre sont consultables sur un site dédié publié par Météo-France en novembre 2022.
| Mois                                  | jan.           | fév.           | mars           | avril         | mai             | juin          | jui.          | août          | sep.          | oct.          | nov.            | déc.           | année      |
| ------------------------------------- | -------------- | -------------- | -------------- | ------------- | --------------- | ------------- | ------------- | ------------- | ------------- | ------------- | --------------- | -------------- | ---------- |
| Température minimale moyenne (°C)     | 1,4            | 1,7            | 3,1            | 4,4           | 8               | 10,6          | 12,3          | 12,3          | 9,8           | 7,5           | 4,1             | 2              | 6,4        |
| Température moyenne (°C)              | 3,8            | 4,6            | 7,2            | 9,8           | 13,3            | 16,2          | 18,3          | 18,4          | 15,1          | 11,5          | 7,1             | 4,4            | 10,8       |
| Température maximale moyenne (°C)     | 6,2            | 7,5            | 11,2           | 15,2          | 18,5            | 21,8          | 24,3          | 24,4          | 20,5          | 15,6          | 10,1            | 6,7            | 15,2       |
| Record de froid (°C) date du record   | −17,5 07.01.09 | −11,6 12.02.12 | −12,5 13.03.13 | −4,8 08.04.03 | −2,3 05.05.1996 | 2,2 05.06.12  | 2,8 03.07.11  | 3,7 02.08.15  | −0,9 25.09.03 | −6,1 24.10.03 | −9,2 24.11.1998 | −14,4 18.12.10 | −17,5 2009 |
| Record de chaleur (°C) date du record | 14,9 09.01.15  | 18 24.02.21    | 24,4 31.03.21  | 27,2 15.04.07 | 30,2 27.05.05   | 35,3 18.06.22 | 41,6 25.07.19 | 39,1 12.08.03 | 34,2 09.09.23 | 28,1 01.10.11 | 19,9 06.11.18   | 16,2 07.12.00  | 41,6 2019  |
| Précipitations (mm)                   | 45,6           | 43             | 44,1           | 39,4          | 61,3            | 55,3          | 63,8          | 62,4          | 45,1          | 58,1          | 52,4            | 65,3           | 635,8      |

## Urbanisme

### Typologie
Au 1er janvier 2024, Beaufort-en-Santerre est catégorisée commune rurale à habitat dispersé, selon la nouvelle grille communale de densité à sept niveaux définie par l'Insee en 2022.
Elle est située hors unité urbaine. Par ailleurs la commune fait partie de l'aire d'attraction d'Amiens, dont elle est une commune de la couronne,. Cette aire, qui regroupe 369 communes, est catégorisée dans les aires de 200 000 à moins de 700 000 habitants,.

### Occupation des sols
L'occupation des sols de la commune, telle qu'elle ressort de la base de données européenne d'occupation biophysique des sols Corine Land Cover (CLC), est marquée par l'importance des territoires agricoles (92 % en 2018), une proportion identique à celle de 1990 (92 %). La répartition détaillée en 2018 est la suivante : 
terres arables (86,3 %), zones urbanisées (8 %), zones agricoles hétérogènes (5,7 %). L'évolution de l'occupation des sols de la commune et de ses infrastructures peut être observée sur les différentes représentations cartographiques du territoire : la carte de Cassini (XVIIIe siècle), la carte d'état-major (1820-1866) et les cartes ou photos aériennes de l'IGN pour la période actuelle (1950 à aujourd'hui).

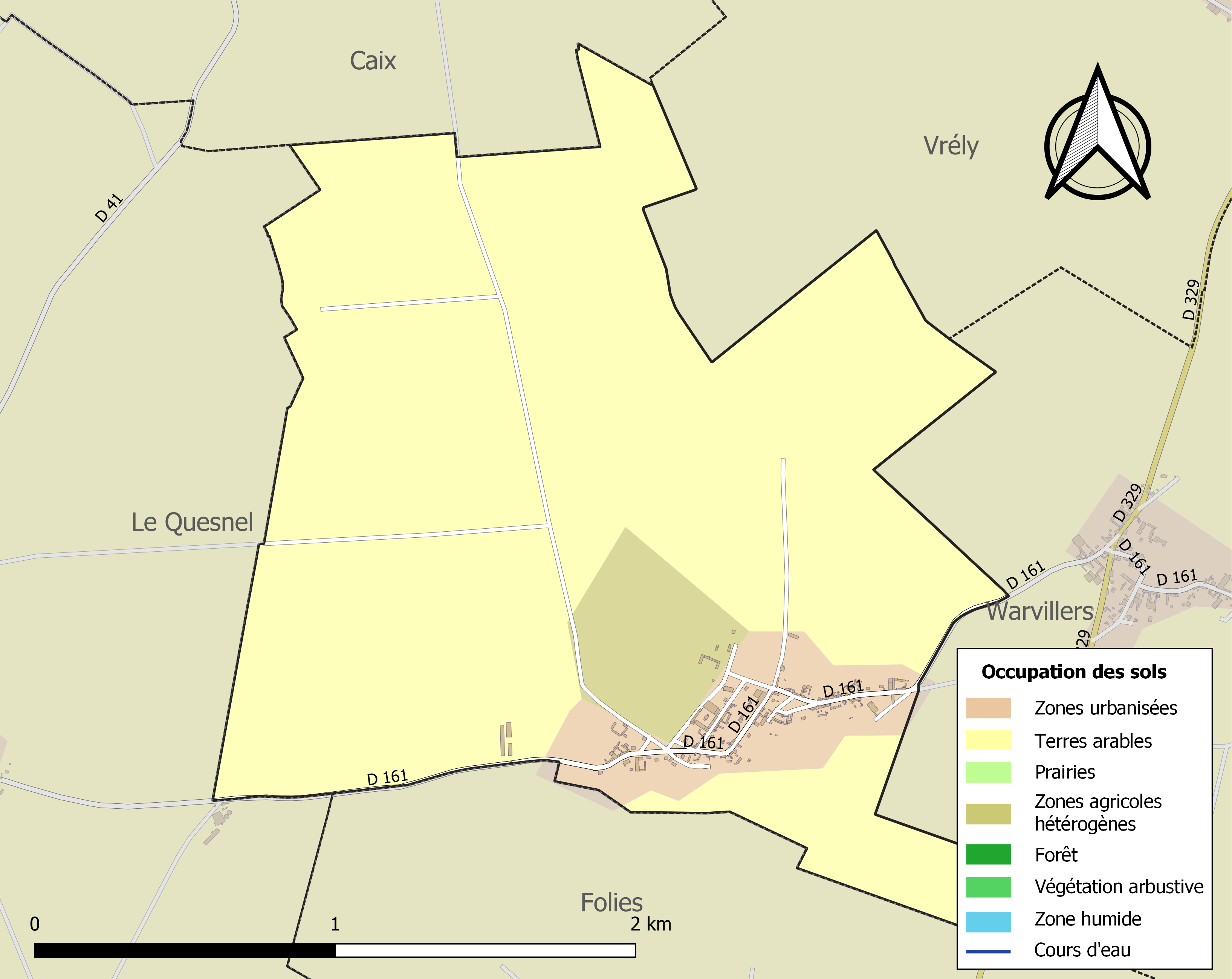
Carte des infrastructures et de l'occupation des sols de la commune en 2018 (CLC).

### Habitat et logement
En 2019, le nombre total de logements dans la commune était de 84, alors qu'il était de 81 en 2014 et de 78 en 2009.
Parmi ces logements, 85,7 % étaient des résidences principales, 3,3 % des résidences secondaires et 11 % des logements vacants. Ces logements étaient pour 96,5 % d'entre eux des maisons individuelles et pour 0 % des appartements.
Le tableau ci-dessous présente la typologie des logements à Beaufort-en-Santerre en 2019 en comparaison avec celle de la Somme et de la France entière. Une caractéristique marquante du parc de logements est ainsi une proportion de résidences secondaires et logements occasionnels (3,3 %) inférieure à celle du département (8,3 %) mais supérieure à celle de la France entière (9,7 %). Concernant le statut d'occupation de ces logements, 81,7 % des habitants de la commune sont propriétaires de leur logement (84,7 % en 2014), contre 60,2 % pour la Somme et 57,5 pour la France entière.
| Typologie                                               | Beaufort-en-Santerre | Somme | France entière |
| ------------------------------------------------------- | -------------------- | ----- | -------------- |
| Résidences principales (en %)                           | 85,7                 | 83,2  | 82,1           |
| Résidences secondaires et logements occasionnels (en %) | 3,3                  | 8,3   | 9,7            |
| Logements vacants (en %)                                | 11                   | 8,5   | 8,2            |

## Toponymie
Le nom de la localité est attesté sous les formes Bellum forte en 1220 ; Beaufort en 1222 ; Biaufort en 1223 ; Bella fortis en 1267 ; Beauffort en Senters en 1423.
Le nom Beaufort est dérivé du latin Bellum forte lié à la présence d'un château fort.
Le Santerre est une région naturelle de France située au cœur de la Picardie, et de l'actuelle région Hauts-de-France.

## Histoire
Habité depuis l'époque gallo-romaine, Beaufort-en-Santerre apparaît dans l'histoire au début du XIIe siècle. Au Moyen Âge, le village est cité dans les chroniques des croisades ; il fut directement concerné par les grands conflits européens et mondiaux.

### Antiquité
On a trouvé la trace de substructions d'une villa gallo-romaine à Beaufort, ce qui tend à prouver son occupation humaine ancienne. Située au lieu-dit le Paraclet, cette villa était de grande taille avec une grande cour orientée au sud. Dès l'époque romaine, se construit un habitat ancien à Beaufort et des cultures sont mises en place. Deux autres substructions antiques ont été découvertes sur le territoire de Beaufort.

### Moyen Âge
Le village de Beaufort-en-Santerre est mentionné en 1206. Walon de Sarton, chanoine de Picquigny participant à la quatrième croisade, quitte Constantinople le 30 septembre 1206 avec le chef (la face) de saint Jean Baptiste. En revenant à Amiens, il est rejoint dans l'église de Beaufort par son oncle Pierre, chanoine d'Amiens. Le chef de saint Jean Baptiste est alors déposé durant huit nuits sur les fonts baptismaux de l'église Notre-Dame-de-l'Assomption de Beaufort avant de repartir pour Amiens. Une plaque au-dessus des fonts baptismaux rappelle cet événement.
À l'origine, il existait à Beaufort-en-Santerre un château ou une place forte appartenant à un chevalier, vassal de Bernard de Moreuil, de 1221 à 1249. Cette place forte est reconstruite au XIVe siècle .
L'ancien village de Sainte-Lurogne, disparu en 1358, possédait une chapelle citée en 1241.

### Époque moderne

#### Renaissance
La Renaissance à Beaufort-en-Santerre connait un épisode fameux quand le roi de France François Ier traverse le village pour se rendre au camp du Drap d'Or à Guines et Ardres dans le Pas-de-Calais, afin de rencontrer le roi d'Angleterre Henri VIII. François Ier, parti début juin 1520 du château de Vez, avait traversé successivement Compiègne, Montdidier et Hangest-en-Santerre. Il arrive à Beaufort-en-Santerre accompagné de l'amiral Guillaume Gouffier de Bonnivet, seigneur de Crèvecœur-le-Grand, de Charles III de Bourbon, connétable de France, et du ministre Florimond Robertet[réf. nécessaire].

#### XVIIesiècle
En 1610, Claude Frérot seigneur de Beaufort entreprend la construction du corps de logis. Endetté, il est contraint de céder, en 1617, château, terre et seigneurie à Jacques de Cavoye, pour 42 000 livres. Le nouveau seigneur mène à bien la restauration des bâtiments et la restauration des finances du domaine.
Pendant la guerre de Trente Ans, de nombreux dommages sont causés à Beaufort-en-Santerre par les armées de Louis II de Bourbon-Condé (dit le Grand Condé) et d'Henri de la Tour d'Auvergne (dit Turenne) qui saccagent la région en 1653, à l'occasion du siège de Roye dont les remparts en portent encore les traces.

#### XVIIIesiècle
En 1703, René Boutin, receveur général des finances de la généralité d'Amiens, acheta le domaine pour 60 500 livres. Mais en 1717, le domaine passe à Gilbert du Maisniel (1668-1740) qui s'installe à Beaufort.
En 1756, sa petite-fille Jeanne-Geneviève du Maisniel épouse Jean-Charles, marquis de Navier, officier d'artillerie originaire de Lorraine. En 1764, ils s'installent au château et l'agrandissent en faisant construire une aile supplémentaire.

### Époque contemporaine

#### XIXesiècle
Le château et le domaine passent par mariage, en 1838, à Léonce de Garsignies qui fait remanier le corps de logis ainsi que les appartements, et construire une galerie sur la cour.

#### Première Guerre mondiale
La commune est durement touchée par les combats de la Première Guerre mondiale et constitue un temps l'arrière du front français. Le château de Beaufort est détruit le 30 juin 1916 par l'artillerie allemande.
Installé à Cappy avec son escadrille depuis le 8 avril 1918, le fameux « Baron Rouge », Manfred von Richthofen, est alors crédité de 78 victoires. Du fait d'un brouillard persistant et des nuages bas, les avions ne reprennent l'air que le 20 avril. Ce jour-là, entre Cayeux-en-Santerre et Beaufort-en-Santerre, le Baron Rouge abat son 79e avion, alors piloté par le commandant Richard Raymond Barker qui est tué. En retournant sur Cappy, il abat, au-dessus de Foucaucourt-en-Santerre, le lieutenant D. G. Lewis, qu'il oblige à se poser. Crédité de sa 80e victoire officielle, le Baron Rouge est abattu le lendemain 21 avril 1918, à Sailly-le-sec, par le capitaine Arthur "Roy" Brown.
Vingt habitants de Beaufort-en-Santerre mobilisés meurt au champ d'honneur. Dix-sept noms figurent sur le monument aux morts de la commune.
Le cimetière du Manitoba (Canada) se trouve sur le territoire de Beaufort-en-Santerre.
Pendant la guerre, le village a subi d'importantes destructions.

#### Entre-deux-guerres
Le village de Beaufort est reconstruit. La commune est décorée de la Croix de guerre 1914-1918 le 3 novembre 1920.
Après 1918 la famille de Garsignies, propriétaire du château confie à l'architecte Pierre Parent la reconstruction d'une partie de l'édifice pour servir de résidence.

#### Seconde Guerre mondiale
Au début de la Seconde Guerre mondiale, pendant la Bataille de France, dans la nuit du 30 au 31 mai 1940, la 2e compagnie du 40e bataillon de chars de combat de l'Armée française, venant de Vrély, stationne à Beaufort-en-Santerre. Le 31 mai, le PC de ce bataillon s'y installe. La seconde compagnie y assure l'entretien du matériel. Le 1er juin 1940, elle quitte Beaufort-en-Santerre pour Chaulnes.
Le 7 juin 1940, 34 soldats bretons de la 4e section du 41e régiment d'infanterie de ligne et du 10e régiment d'artillerie divisionnaire (10e R.A.D) sont capturés par l'ennemi. Le jour même, ils sont assassinés à la mitrailleuse par des Waffen-SS. Seuls, cinq d'entre eux survivent,.
Un habitant de la commune, Fernand Lupart, déporté politique, meurt le 14 janvier 1945 à Hersbrüch,. En sa mémoire, une place du village porte son nom.

#### XXIesiècle
L'inondation du 7 juillet 2001 est provoquée par les orages et les précipitations d'une ampleur exceptionnelle qui, depuis le début juillet 2001, touchent notamment le Santerre, « le Sud-Est du département de la Somme » comme l'indique Météo France. « Près de 150 millions de m3 d'eau sont tombés en 24 h sur le bassin de l'Avre, une rivière qui prend sa source au sud de la Somme (au sud d'Amy, dans l'Oise) et qui s'écoule vers Amiens (confluant avec la Somme à Camon) … ».
Ces précipitations d'une ampleur exceptionnelle provoquent la saturation en eau de pluie des limons et des premiers mètres de la craie, empêchant alors toute absorption par le sol et générant un flot d'inondation qui s'est répandu dans Beaufort-en-Santerre par le chemin des Fossés ainsi que par la route venant du Quesnel (Somme) deux points hauts de Beaufort-en-Santerre. Le limon, gorgé d'eau de pluie s'est alors transformé en boue provoquant cinq effondrements localisés. Le reflux de l'inondation a lieu à partir de la nuit du 7 au 8 juillet 2001, l'eau trouvant les chemins les plus favorables à son écoulement, pentes naturelles, puits, mares, etc.

## Politique et administration

### Rattachement administratifs et électoraux
La commune se trouvait de 1793 à 2016 dans l'arrondissement de Montdidier du département de la Somme. Par arrêté préfectoral du 27 décembre 2016, la commune en est détachée le 1er janvier 2017 pour intégrer l'arrondissement de Péronne. Pour l'élection des députés, elle fait partie depuis 1958 de la cinquième circonscription de la Somme.
Elle faisait partie depuis 1801 du canton de Rosières-en-Santerre. Dans le cadre du redécoupage cantonal de 2014 en France, la commune est intégrée au canton de Moreuil.

### Intercommunalité
La commune faisait partie de la communauté de communes du Santerre créée le 31 décembre 1993.
Dans le cadre des dispositions de la loi portant nouvelle organisation territoriale de la République du 7 août 2015, qui prévoit que les établissements publics de coopération intercommunale (EPCI) à fiscalité propre doivent avoir un minimum de 15 000 habitants, la préfète de la Somme propose en octobre 2015 un projet de nouveau schéma départemental de coopération intercommunale (SDCI) qui prévoit la réduction de 28 à 16 du nombre des intercommunalités à fiscalité propre du département.
Le projet préfectoral prévoit la « fusion des communautés de communes de Haute Picardie et du Santerre », le nouvel ensemble de 17 954 habitants regroupant 46 communes,,. À la suite de l'avis favorable de la commission départementale de coopération intercommunale en janvier 2016, la préfecture sollicite l'avis formel des conseils municipaux et communautaires concernés en vue de la mise en œuvre de la fusion le 1er janvier 2017.
Cette procédure aboutit à la création au 1er janvier 2017 de la communauté de communes Terre de Picardie, dont la commune est désormais membre.

### Liste des maires
| Période                                  | Période                    | Identité        | Étiquette | Qualité              |
| ---------------------------------------- | -------------------------- | --------------- | --------- | -------------------- |
| Les données manquantes sont à compléter. |                            |                 |           |                      |
| 1985                                     | mai 2020                   | M. Claude Morel |           | Agriculteur retraité |
| mai 2020                                 | En cours (au 13 août 2020) | Arnaud Coquart  |           |                      |

## Équipements et services publics

### Enseignement
Les communes de Bouchoir, Le Quesnel, Warvillers, Beaufort-en-Santerre et Folies se sont organisées en regroupement pédagogique intercommunal (RPI) pour la gestion de l'enseignement primaire local.

## Population et société

### Démographie
L'évolution du nombre d'habitants est connue à travers les recensements de la population effectués dans la commune depuis 1793. Pour les communes de moins de 10 000 habitants, une enquête de recensement portant sur toute la population est réalisée tous les cinq ans, les populations de référence des années intermédiaires étant quant à elles estimées par interpolation ou extrapolation. Pour la commune, le premier recensement exhaustif entrant dans le cadre du nouveau dispositif a été réalisé en 2005.

En 2022, la commune comptait 189 habitants, en évolution de −6,9 % par rapport à 2016 (Somme : −1,26 %, France hors Mayotte : +2,11 %).
| 1793 | 1800 | 1806 | 1821 | 1831 | 1836 | 1841 | 1846 | 1851 |
| ---- | ---- | ---- | ---- | ---- | ---- | ---- | ---- | ---- |
| 433  | 447  | 471  | 436  | 423  | 443  | 362  | 396  | 371  |

| 1856 | 1861 | 1866 | 1872 | 1876 | 1881 | 1886 | 1891 | 1896 |
| ---- | ---- | ---- | ---- | ---- | ---- | ---- | ---- | ---- |
| 368  | 333  | 363  | 323  | 345  | 329  | 322  | 327  | 315  |

| 1901 | 1906 | 1911 | 1921 | 1926 | 1931 | 1936 | 1946 | 1954 |
| ---- | ---- | ---- | ---- | ---- | ---- | ---- | ---- | ---- |
| 293  | 275  | 256  | 217  | 208  | 171  | 152  | 157  | 131  |

| 1962 | 1968 | 1975 | 1982 | 1990 | 1999 | 2005 | 2006 | 2010 |
| ---- | ---- | ---- | ---- | ---- | ---- | ---- | ---- | ---- |
| 113  | 103  | 95   | 116  | 133  | 138  | 159  | 160  | 188  |

| 2015 | 2020 | 2022 | - | - | - | - | - | - |
| ---- | ---- | ---- | - | - | - | - | - | - |
| 203  | 191  | 189  | - | - | - | - | - | - |

Lors du recensement en 2005, la population était de 159 personnes avec 49,7 % d'hommes et 50,3 % de femmes. Le nombre de célibataires était de 34,1 %, les couples mariés 50,4 % et 3,3 % de divorcés. Le nombre de veufs était de 12,2 %.
La population de Beaufort-en-Santerre entre 1999 et 2005 a cru de 21 personnes, soit un accroissement du nombre d'habitants de 15,1 %. Le nombre d'hommes a diminué de 6,8 % alors que le nombre de femmes a augmenté de la même proportion.

## Économie
L'activité économique majeure de la commune reste l'agriculture[réf. nécessaire].
Le taux de chômage en 2005 était de 9,2 % et en 1999 il était de 19 %, il a donc diminué de 9,8 %.
Les retraités et les préretraités représentaient 19,5 % de la population en 2005 et 22,5 % en 1999, soit une diminution de 3 %.
Le taux d'activité quant à lui était de 77,6 % en 2005 contre 71,6 en 1999 soit une augmentation de 6 %.

## Culture locale et patrimoine

### Lieux et monuments
- Église Notre-Dame-de-l'Assomption, au milieu du cimetière, existant depuis le XIIe siècle, classée monument historique, est l'église la plus ancienne du canton[47],[48],[49],[50]. Le portail sud de l'édifice est de l'époque Renaissance.

Les fonts baptismaux, surmontés d'un panneau portant la mention du dépôt du chef de saint Jean-Baptiste en 1206, datent du XIVe siècle et sont classés Monument historique. Réalisés en pierre taillée, ils portent en bas-relief, sur les flancs de la cuve, douze arcatures pour chacun des douze apôtres. 
La chaire, très ouvragée, provient de l'église de Davenescourt. Le maître-autel a été réalisé par un menuisier d'Arvillers, l'autel du bas-côté droit a été réinstallé dans le bas-côté gauche et remplacé par un autel provenant de l'église Saint-Rémi d'Amiens. Les trois cloches datent de 1922
- Château du XVIIe siècle en brique et pierre[53],[54] (qui fut incendié le 2 juillet 1916[55], lors de la Première Guerre mondiale), avec son parc[56].

- Stèle à la mémoire des 31 soldats français exécutés par les Allemands le 7 juin 1940.

- Route du Camp du Drap d'Or à Beaufort-en-Santerre

La route dite du Camp du Drap d'Or est un parcours historique indiqué par des panneaux « Route du Camp du Drap d'Or », tel celui que l'on trouve rue Folyette à Beaufort-en-Santerre en venant par Le Quesnel. C'est par la rue Folyette que François Ier entra dans Beaufort-en-Santerre, venant d'Hangest-en-Santerre. La route tourne ensuite vers la rue des Bois se dirigeant vers Caix puis Amiens par Domart-sur-la-Luce.
- Un moulin se trouvait avant 1407 sur la place rue Mercier, sur un monticule portant une croix.

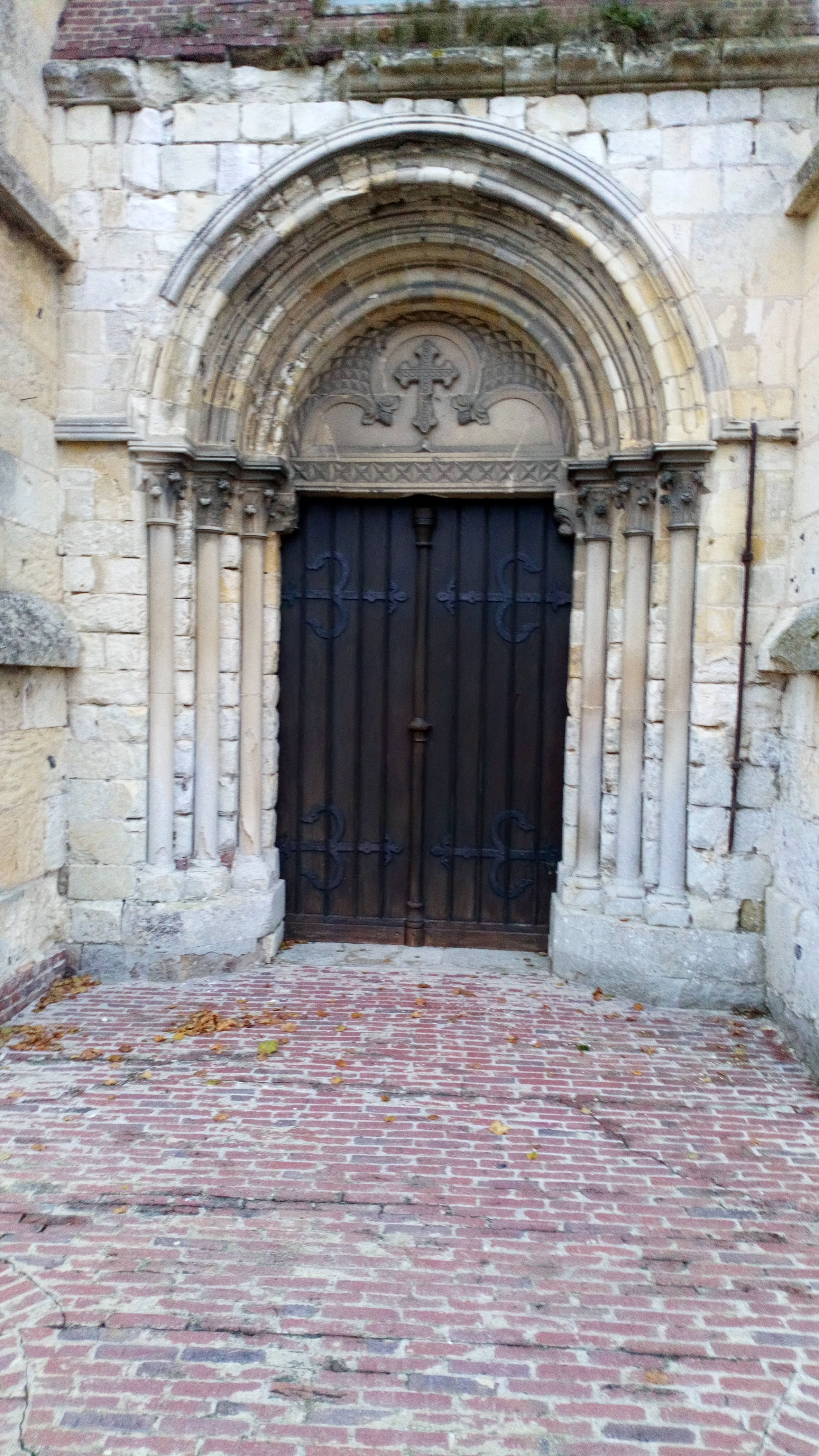
Le portail de l'église.
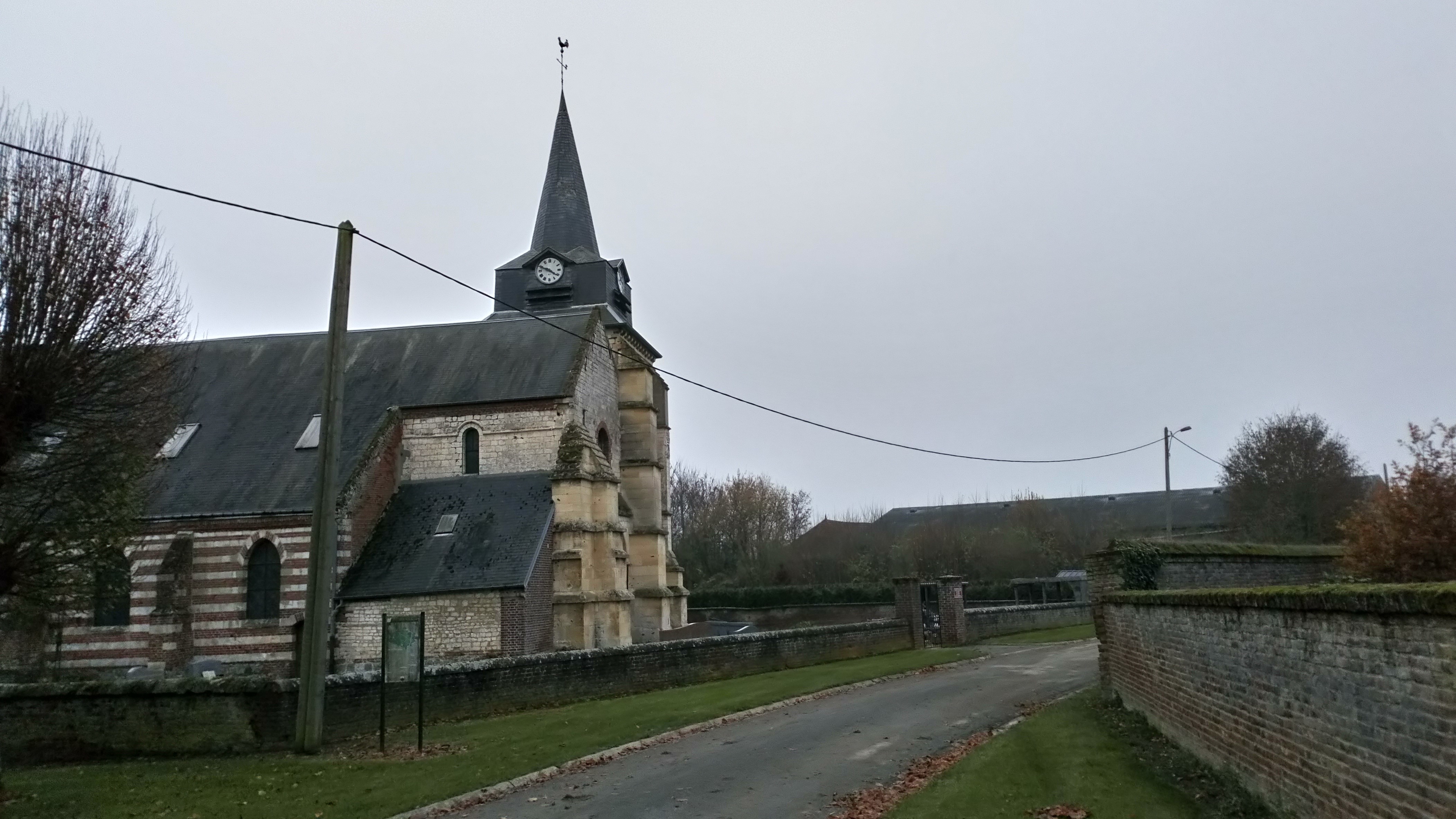
Accès à l'église.
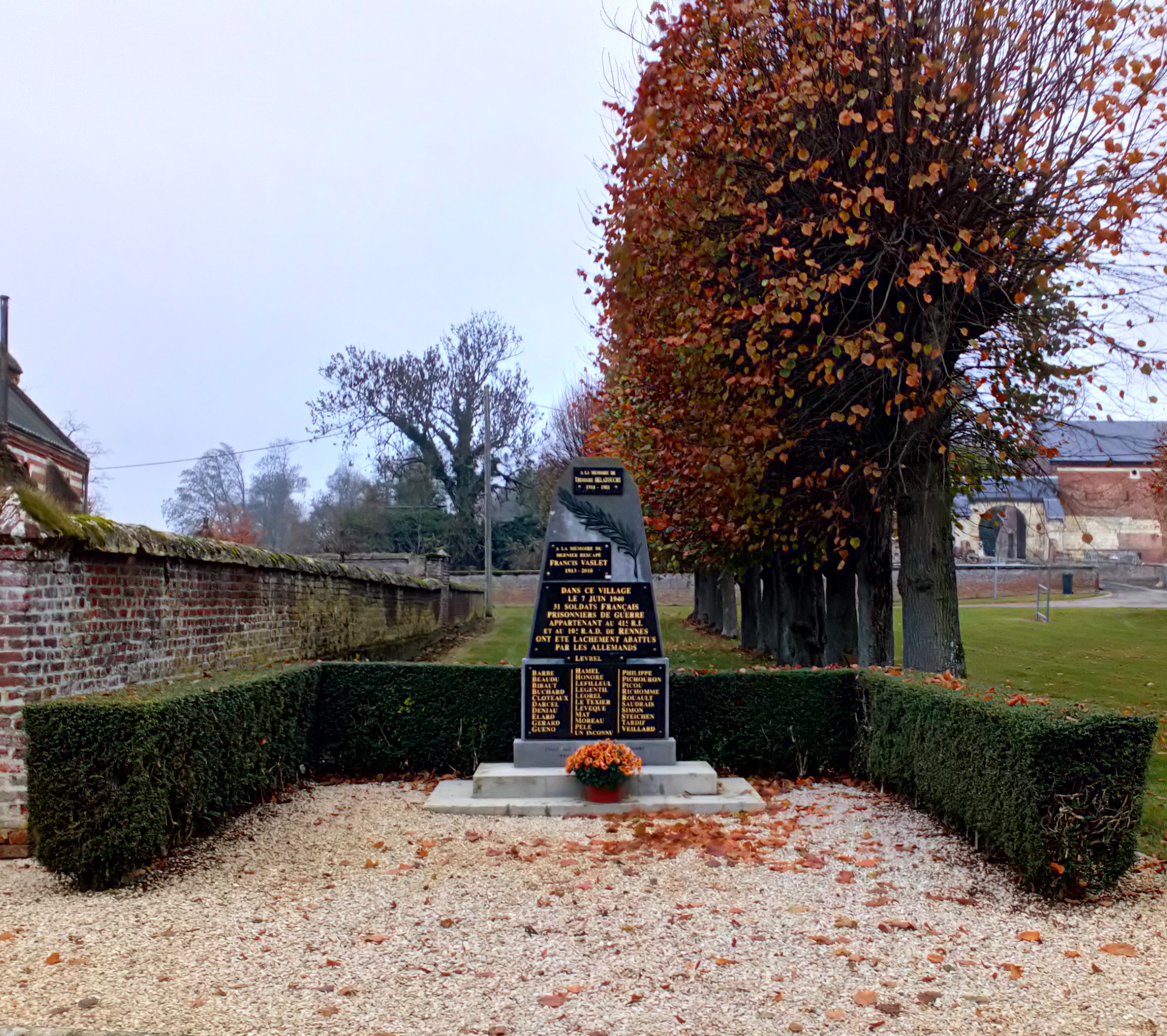
Stèle aux soldats exécutés le 7 juin 1940.
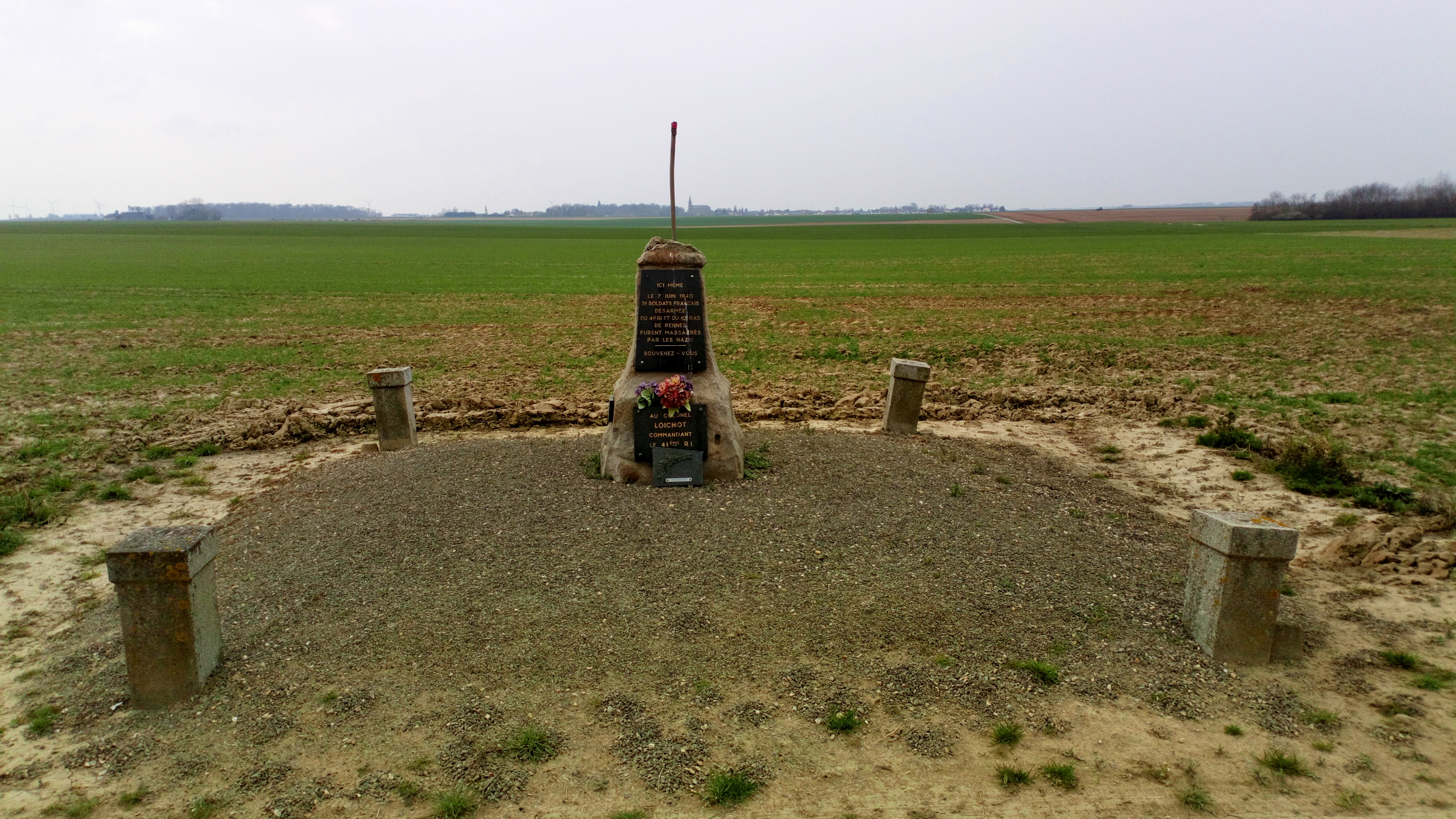
Stèle à ces soldats, sur le lieu de leur exécuction

### Personnalités liées à la commune
- Jean IV de Mailly, mort en 1505, seigneur de Beaufort-en-Santerre.